# Левесон-Гоуэр, Гренвиль, 5-й граф Гренвиль
Гренвиль Джеймс Левесон-Гоуэр, 5-й граф Гренвиль (англ. Granville James Leveson-Gower, 5th Earl Granville; 6 декабря 1918[…] — 31 октября 1996[…]) — британский военный, банкир, пэр и землевладелец, член Палаты лордов с 1953 года до своей смерти.
Лэрд Норт-Уиста с 1960 года и лорд-лейтенант Западных островов с 1983 по 1993 год.

## Ранняя жизнь
Родился 6 декабря 1918 года. Единственный сын вице-адмирала Уильяма Левесона-Гоуэра, 4-го графа Гренвиля (1880—1953), и его жены леди Роуз Боуз-Лайон (1890—1967), дочери Клода Боуз-Лайона, 14-го графа Стратмора и Кингхорна. Он получил образование в Итонском колледже. Формально известный как лорд Левесон до 1953 года, он был зачислен в Колдстримскую гвардию и проходил действительную службу во время Второй мировой войны, во время которой он был дважды ранен и упоминался в депешах. Дослужившись до чина майора, в 1945 году был награждён Военным крестом.

## Поздняя карьера
После войны лорд Левесон присоединился к частному банку Coutts & Co.
25 июня 1953 года после смерти своего отца Гренвиль Левесон-Гоуэр унаследовали титулы графа Гренвиля (титул создан в 1833 году), виконта Гренвиля (креация 1814 года) и барона Левесона из Стоуна (креация 1814 года), получив место в Палате лордов.
9 октября 1958 года граф Гренвиль женился на Дун Эйлин Планкет (род. 8 октября 1931), дочери Бриндсли Шеридана Буша Планкета (1903—1941) и внучке Уильяма Планкета, 5-го барона Планкета. Её матерью была Эйлин Сибелл Мэри Гиннесс (1904—1999), внучка Эдварда Гиннесса, 1-го графа Айви. У них было трое детей:
- [[Фергюс Левесон-Гоуэр, 6-й граф Гренвиль|Гренвиль Джордж Фергус Левесон-Гоуэр, 6-й граф Гренвиль]] (род. 10 сентября 1959)
- Леди Марсия Роуз Эйлин Левесон-Гоуэр (10 февраля 1961 — 3 августа 2005)
- Найл Джеймс Левесон-Гоуэр (род. 24 августа 1963)

В 1960 году, вскоре после рождения первенца, Гренвиль купил остров Норт-Уист на Внешних Гебридских островах у герцога Гамильтона, став его лэрдом. Поселившись там, он построил себе новый дом Каллерниш недалеко от Лохмадди по проекту архитектора сэра Мартина Беккета.
В 1974 году граф Гренвиль был назначен заместителем лейтенанта графства Инвернессшир и был вице-лордом-лейтенантом Западных островов с января 1976 года по 1983 год, затем лордом-лейтенантом с 1983 года по декабрь 1993 года, когда его сменил виконт Данроссил.